# 춘리
춘리(春麗, チュン・リー, Chun-Li)는 캡콤의 《스트리트 파이터》 비디오 게임 시리즈에 등장하는 가상의 인물이다. 1991년 《스트리트 파이터 II: 더 월드 워리어》에서 처음 등장해 격투 게임 사상 최초로 인지도 높은 캐릭터로 이름을 떨쳤다. 시리즈 내에서 인터폴 경찰로서 격투가로서의 실력을 이용해 활약하며 작중에서 아버지의 목숨을 앗아간 M. 바이슨에 대한 복수를 목표로 하고 있다.
춘리는 시리즈에서 등장한 이래로 《스트리트 파이터》 본편 게임 시리즈에 전부 참전했으며, 그 이외에 만화, 애니메이션 등 관련 매체에서도 주역으로 등장했다.

## 등장

### 비디오 게임

#### 스트리트 파이터
1991년 게임 《스트리트 파이터 II: 더 월드 워리어》에서 춘리가 처음 출연했으며, 이 때 당시 공식 설정상 1968년 3월 1일 출생인 무술가로서 등장했다.

#### 기타 게임
《스트리트 파이터》에서의 모습을 바탕으로 춘리는 캡콤이 제작한 타 게임 시리즈에도 빈번히 등장했다. 캡콤의 크로스오버 격투 게임 시리즈 《마블 vs. 캡콤》에선 1996년작 《엑스맨 vs. 스트리트 파이터》부터 시작해 전작품에 모습을 드러냈으며, 이 시리즈에서는 바이슨이 춘리를 바탕으로 제작한 사이보그 '섀도 레이디 (Shadow Lady)'도 플레이어 가능 캐릭터로 등장한 바 있다. SNK와의 크로스오버 게임 시리즈 《SNK vs. 캡콤》에선 시라누이 마이의 라이벌로서 등장하며, 그 외에 《타츠노코 vs. 캡콤》과 《스트리트 파이터 X 철권》에도 출연했다.

### 기타 매체

#### 실사

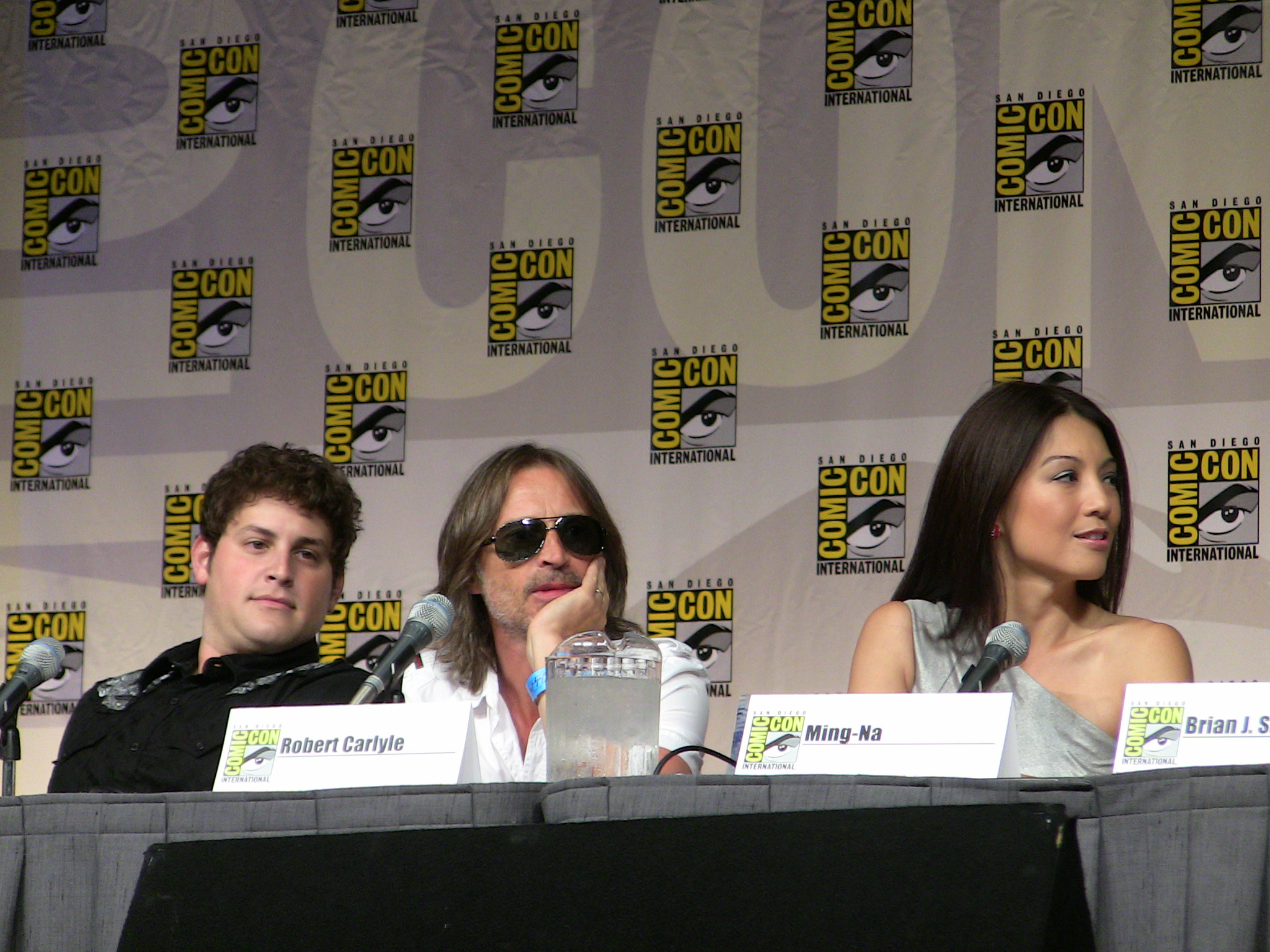
밍나 원 (최우측, 2009년)은 영화 《스트리트 파이터 (1994)》와 이에 기반한 게임들에서 춘리를 연기했다.

1994년에 개봉한 실사 영화 《스트리트 파이터》에서 주역으로 등장하는데, 미국 배우 밍나 원이 연기했다.

#### 행사 및 상품

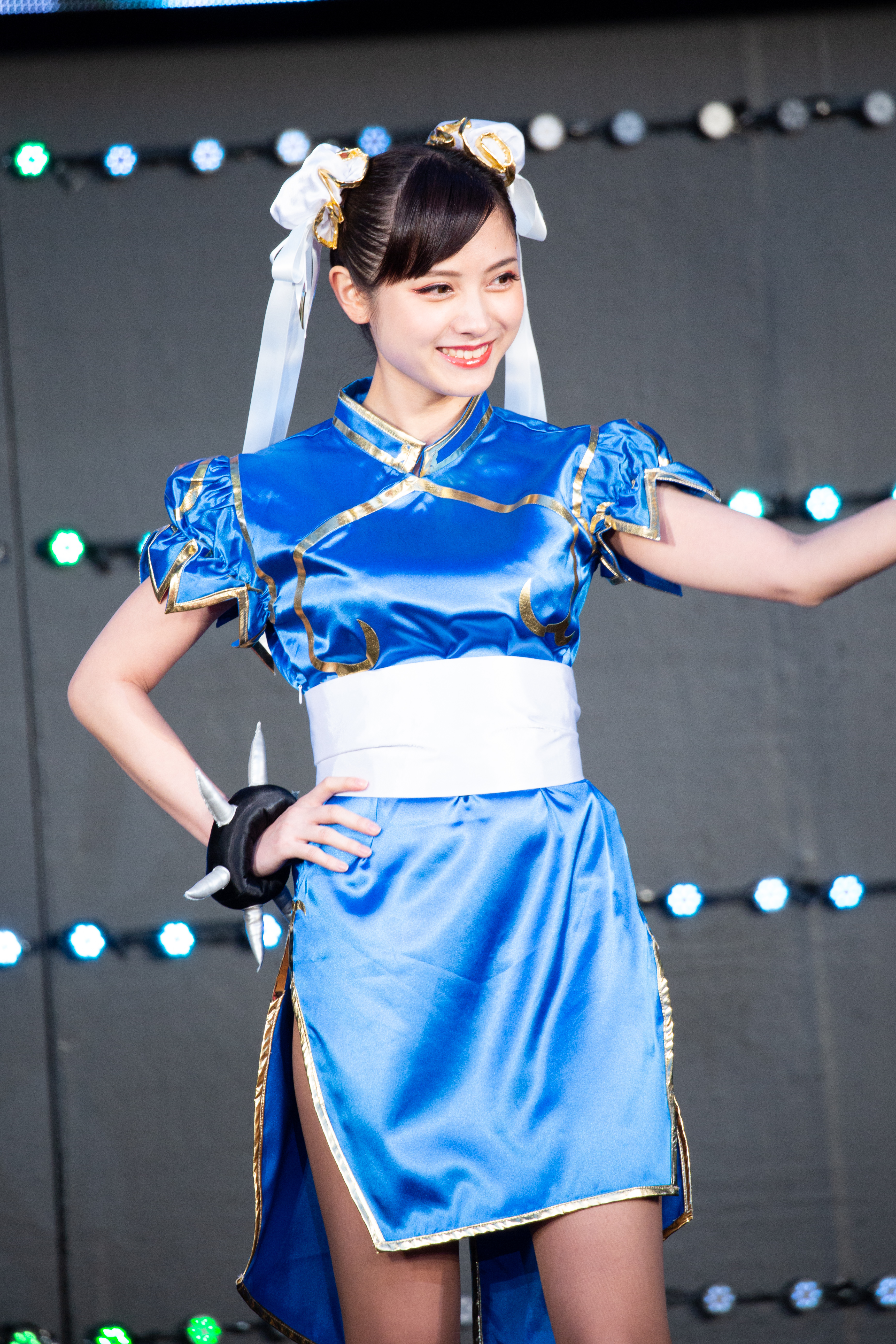
《레디 플레이어 원》 일본 개봉 당시 행사에서 나시코 모모츠키가 연기한 춘리.

1990년대에 미국, 일본을 포함한 여러 국가에서 춘리 모사 경연대회가 열렸으며, 상품으로 닛산 300ZX와 혼다 CR-X같은 것들이 제공됐다.

## 문화적 영향
1990년대에 제작된 격투 게임들 중 춘리에게 게임플레이나 캐릭터 디자인상으로 영향을 받은 캐릭터가 다수 등장했다. 대표적인 예시로는 《리얼 바웃 아랑전설 2》의 리 샹페이, 《파이터즈 히스토리》의 류 페이린, 《철권 시리즈》의 안나 윌리엄스 등이 있다.
치파오와 팬티스타킹이라는 춘리의 복장은 세계 패션계에도 큰 영향을 끼쳤으며 그래서 스트리트 파이터 2가 출시된 이후 여성들은 치파오를 입을 때 팬티스타킹을 신는 것을 암묵의 룰로 삼을 정도였다.